# Kraatziana conradti
Kraatziana conradti es una especie de coleóptero de la familia Monommatidae.

## Distribución geográfica
Habita en Camerún.